# Bit Corporation
Bit Corporation (普澤 Pu Ze in cinese) è stata un'azienda taiwanese produttrice di console e sviluppatrice di videogiochi, attiva tra il 1982 e il 1992.

## Videogiochi
Bit Corporation è stata una delle poche società di Taiwan a sviluppare software originali per l'Atari 2600 invece che copie piratate di altri giochi. La società ha anche prodotto giochi per NES e Famicom fra cui Duck, Othello, Jackpot e Crime Busters.

### Giochi sviluppati per Atari 2600
| Titolo                 | Anno |
| ---------------------- | ---- |
| Open, Sesame!          | 1982 |
| Bobby is Going Home    | 1983 |
| Dancing Plate          | 1983 |
| Mission 3000 A.D.      | 1983 |
| Mr. Postman            | 1983 |
| Phantom Tank           | 1983 |
| Sea Monster            | 1983 |
| Snail Against Squirrel | 1983 |
| Space Robot            | 1983 |
| Space Tunnel           | 1983 |

### Giochi sviluppati per NES
| Titolo                                                   | Anno | Note                          |
| -------------------------------------------------------- | ---- | ----------------------------- |
| Duck                                                     | 1987 |                               |
| Othello                                                  | 1988 |                               |
| Shèng Héng Pào [conosciuto come Twin Loud Cannon]        | 1988 |                               |
| Shuǐguǒ Lí [conosciuto come Jackpot]                     | 1988 |                               |
| Crime Busters                                            | 1989 |                               |
| Diànshì Mǎ Lì [conosciuto come Mario Lottery o TV Mario] | 1989 |                               |
| Duck Maze                                                | 1990 | Pubblicato da HES Interactive |

## Console
La maggior parte delle console prodotte da Bit Corporation sono fondamentalmente dei cloni di sistemi già esistenti, come Famicom, Atari 2600 e Sega SG-1000. La società ha anche prodotto due computer, il Bit-60 basato sull'hardware di Atari 2600 e il Bit-90 basato su ColecoVision. Entrambi sono compatibili con le cartucce originali delle console su cui erano basati. L'azienda sfruttò anche la somiglianza tecnica tra ColecoVision e SG-1000 per produrre una console ibrida tra le due, il Dina 2-in-1, venduto anche come Telegames Personal Arcade negli USA.
Nel 1990 Bit Corporation ha sviluppato la prima console portatile taiwanese, Gamate, simile (ma non clonata) al Game Boy; qualità e prezzo erano inferiori rispetto a quest'ultimo. Il Gamate fu esportato in molti paesi del mondo, ma ebbe poco successo.
Questo fu l'ultimo lavoro di Bit Corporation prima di dichiarare fallimento nel 1992.